# 소냐 모르겐슈테른
소냐 모르겐슈테른(독일어: Sonja Morgenstern, 1955년 1월 22일 ~ )은 동독과 독일의 피겨 스케이팅 선수이자 피겨 스케이팅 코치이다.
모르겐슈테른은 켐니츠에서 유타 뮐러의 지도를 받았고 SC 카를마르크스슈타트 클럽과 동독 국가대표 선수로 활동했다. 1966년에 그녀는 스파르타키아다 피겨 스케이팅 부문에서 우승했다. 2년후 그녀는 동계 올림픽에 출전했다. 그녀는 1972년 동계 올림픽에서 6위를 했다. 그녀의 주요 동독 라이벌은 크리스틴 에라스였다. 1973년에 모르겐슈테른은 부상으로 선수생활을 마감했다.

## 대회 성적
| 대회             | 1967-68 | 1968-69 | 1969-70 | 1970-71 | 1971-72 | 1972-73 |
| ---------------- | ------- | ------- | ------- | ------- | ------- | ------- |
| 올림픽           | 28위    |         |         |         | 6위     |         |
| 세계 선수권 대회 | 20위    | WD      | 11위    | 6위     | 5위     | 8위     |